# Wasseiges
Wasseiges ist eine Gemeinde in der belgischen Provinz Lüttich. Sie besteht aus den Ortschaften Wasseiges, Acosse, Ambresin und Meeffe.
Der Ort wurde 814 erstmals urkundlich erwähnt, als Kaiser Ludwig der Fromme in „Wasitico“ Güter an das Kloster Stablo schenkte. 841 hielt sich Karl der Kahle in „Wasitico“ auf, was auf einen karolingischen Königshof schließen lässt.

## Einzelnachweise

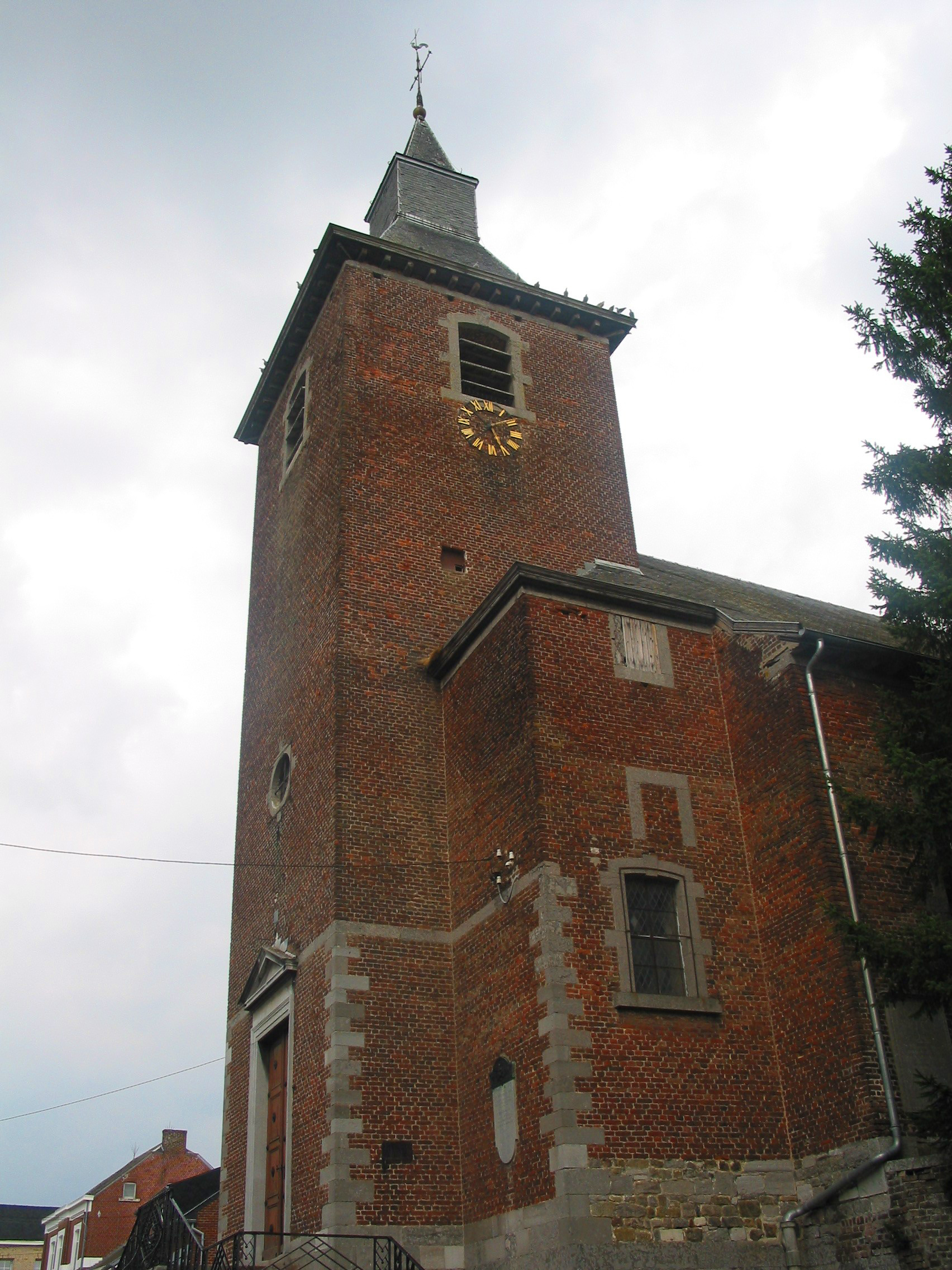
Kirche von Wasseiges